# 齿叶黄花柳
齿叶黄花柳（学名：Salix sinica var. dentata）为杨柳科柳属下的一个变种。

## 扩展阅读
- 維基物種上的相關：齿叶黄花柳